# 아마포

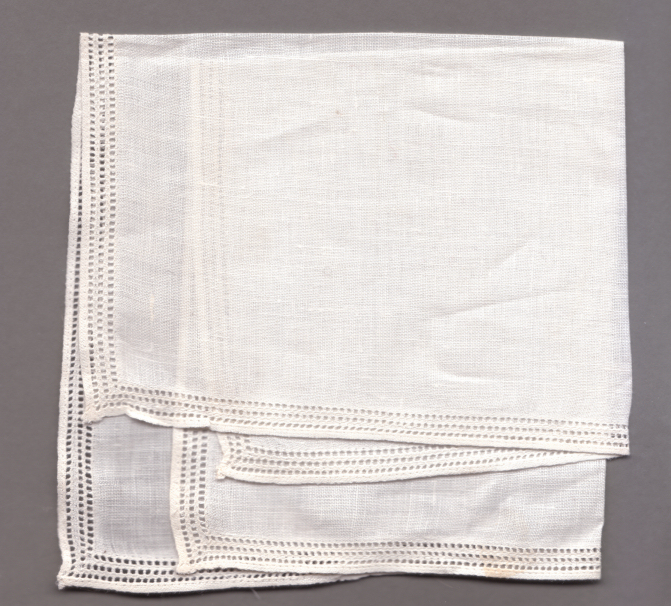

아마포(亞麻布)는 아마의 섬유로 만든 직물로, 리넨(linen)이라고도 한다. 섬유의 길이가 15∼100cm 정도인 아마의 목질 부분을 주로 이용한다. 열전도율이 크고 뻣뻣하기 때문에 입으면 시원하고 편하므로 여름철 옷감으로 인기가 높지만 쉽게 구겨지는 단점이 있다. 주로 식탁보·냅킨·행주·손수건 등으로 사용된다.
아마씨로 만든 기름을 아마씨유, 또는 린시드유라고 한다.

## 역사
3,600년 전으로 거슬러 올라가 동유럽 국가인 조지아의 한 동굴에서 염색했던 아마 섬유질을 발견했다. 고대 사람들이 야생 아마 섬유질을 사용하여 일찍이 아마포와 같은 직물을 만들어 사용했다고 추정한다.
고대 메소포타미아 지역에서 아마를 경작하면서 아마포를 처음으로 대량 생산하였다.

## 같이 보기
- 모시풀
- 미라